# Карасин (Прилесненская сельская община)

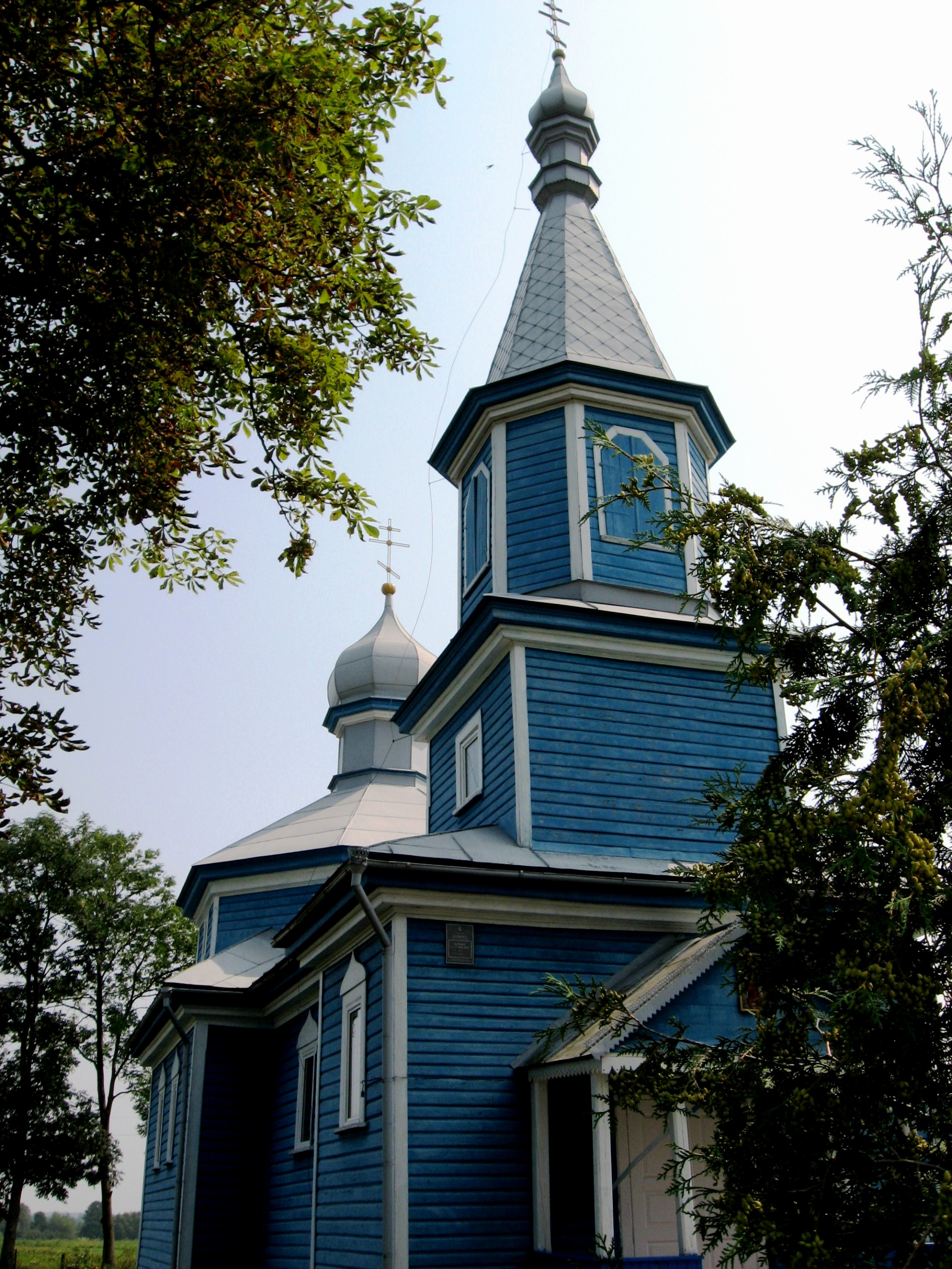
Свято-Михайловская церковь 1691 г. постройки

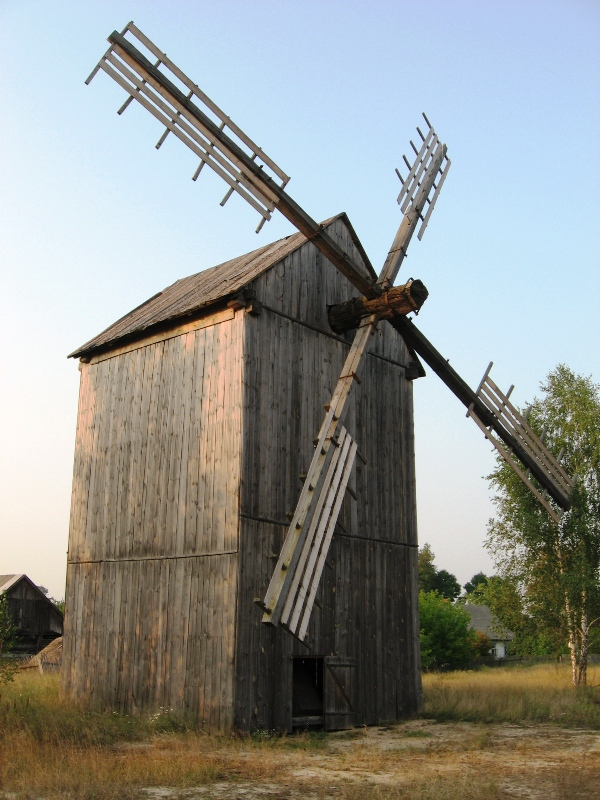
Ветряная мельница

Кара́син (укр. Карасин) — село в Прилесненской сельской общине Камень-Каширского района Волынской области Украины.
До 2020 года входило в Маневичский район.
Код КОАТУУ — 0723682801. Население по переписи 2001 года составляет 632 человека. Почтовый индекс — 44612. Телефонный код — 3376. Занимает площадь 2,234 км².